# Edda Ciano
Pour les articles homonymes, voir Ciano.
Edda Ciano, comtesse de Cortellazzo et de Buccari, née Edda Mussolini le 1er septembre 1910 et morte le 9 avril 1995, est la fille aînée de l'homme politique italien Benito Mussolini et de Rachele Guidi. Elle est l'épouse du comte Galeazzo Ciano, dignitaire du régime fasciste.

## Biographie

### Enfance
Edda Mussolini naît le 1er septembre 1910 à Forlì (Romagne), de Benito Mussolini et Rachele Guidi. Ses parents ne se marient pas avant décembre 1915. Alors que son père est directeur du journal Il Popolo d'Italia à Milan, sa fille vit avec sa femme à Forlì. Benito Mussolini devient président du Conseil italien en 1922.
En mars 1925, Rachele, Edda et ses frères et sœurs déménagent de Milan, à Carpena, puis à Rome en novembre 1929 pour vivre avec son père. Autonome pour les femmes de son époque, elle est décrite comme ayant un fort caractère.

### Mariage et vie sous l’Italie fasciste
C'est à Rome qu'elle rencontre Galeazzo Ciano, fils de l'amiral et comte Costanzo Ciano, cadre fidèle du fascisme et soutien de Benito Mussolini avant même l'épisode de la marche sur Rome. Ils se marient le 24 avril 1930. Quatre mille invités sont conviés à la cérémonie suivie d'une luxueuse réception. Les contemporains considèrent qu'il s'agit d'un mariage d'amour.

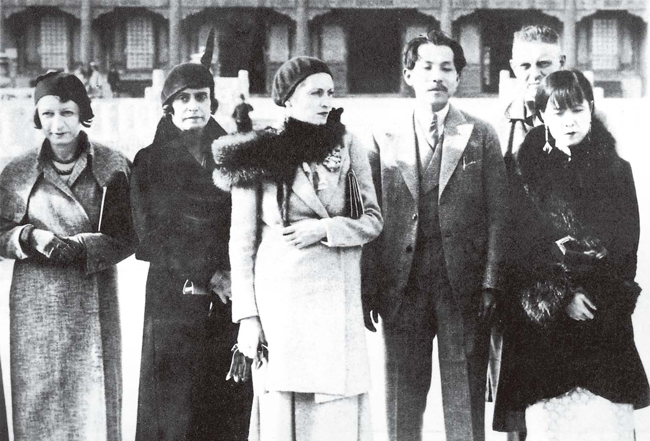
La comtesse Ciano au centre avec l'homme politique chinois Zhang Xueliang (à sa gauche) en Chine en 1931.

Son époux est nommé consul à Shanghai, auprès de la République de Chine (1912-1949). Elle l'y suit et leur premier enfant, Fabrizio Ciano, naît le 1er octobre 1931. Le jeune ménage revient en Italie en 1932, quand Galeazzo Ciano est nommé ministre des Affaires étrangères. Après l'invasion italienne de l'Albanie, en juin 1939, la ville de Santi Quaranta (Saranda en albanais) est renommée « Porto Edda » en son honneur. En juillet 1939, la couverture du Time la consacre « Dame De l'Axe ». Edda Göring, la fille du ministre de l'Air du Reich Hermann Göring et de son épouse Emmy Göring, est selon la légende prénommée en son honneur, mais sa mère dément cette information.
Pendant la guerre italo-grecque de 1940-1941, Edda Ciano est volontaire à la Croix-Rouge italienne. Le 14 mars 1941, elle s'embarque au port albanais de Valona (aujourd'hui Vlora) sur le Lloyd Triestino, converti en hôpital militaire. L'aviation britannique coule le bateau-hôpital et Edda Ciano réussit à s'échapper à la nage, ce qui contribue à sa popularité. Elle continue de travailler pour la Croix-Rouge jusqu'en 1943. 
Son frère Bruno meurt la même année. En juillet 1943, le comte Ciano soutient la limitation des pouvoirs de Benito Mussolini lors du Grand Conseil du fascisme, ce qui entraîne le lendemain l'arrestation du Duce par le roi. Ciano, livré par les Allemands aux fascistes, est un des principaux accusés du procès de Vérone. Menacé par Hitler de représailles contre la population, Mussolini a été obligé d'organiser ce procès, qui échappe totalement à son contrôle : en effet, le chef fasciste Pavolini a refusé de transmettre à Mussolini les recours en grâce des condamnés ; Edda Ciano envoya une lettre suppliante à son père pour tenter de sauver son mari. Mais le procès est orchestré par les ultras du fascisme, Farinacci et Pavolini, et les nazis ; Ciano est fusillé dans le dos avec les anciens dirigeants fascistes De Bono, Gottardi, Pareschi et Marinelli .

### Après la Seconde Guerre mondiale
Le 9 janvier 1944, elle gagne la Suisse déguisée en paysanne. Elle y vit dans le district de Monthey, en Valais, où elle est soignée à l'hôpital de Malévoz et séjourne dans la station touristique de Champéry. À son retour en Italie, elle est détenue à l'île de Lipari et, le 20 décembre 1945 sa peine est commuée en deux ans d'emprisonnement.
Même après l'époque fasciste, elle garde son rôle de personnalité très en vue, surtout dans le milieu mondain de Rome et de Capri, où elle a une villa, sur le mont Castiglione. Elle nie en effet fermement toute implication avec le régime fasciste en mettant en avant sa liaison avec un communiste après la mort de son époux et celle de son père. Elle écrit ses Mémoires, La mia testimonianza (« Mon témoignage »), qui sont un précieux témoignage de la vie mondaine et politique sous le régime fasciste italien. 
Peu avant sa mort, en 1995, elle réalise avec son ami Domenico Olivieri une interview-fleuve filmée. De cet entretien sera tiré le livre dudit Olivieri, La mia vita (« Ma vie ») qui paraît à titre posthume en 1998. 
Son fils Fabrizio (1931-2008) publie ses Mémoires en 1991 : Quando nonno fece fucilare papà (« Quand grand-père fit fusiller papa »).